# Tipula (Schummelia) indiscreta
Tipula (Schummelia) indiscreta is een tweevleugelige uit de familie langpootmuggen (Tipulidae). De soort komt voor in het Oriëntaals gebied.